# Муберг, Карина
Кари́на Эли́забет Муберг (швед. Carina Elisabeth Moberg; 14 апреля 1966 — 15 августа 2012, Худдинге) — шведский политик.

## Карьера
Карина была Членом Риксдага в Стокгольме с 1994 по 2012 года, после чего была заменена Микаэлем Дамбергом. Была членом Социал-демократической партии Швеции. По профессии была физиотерапистом.

## Смерть
46-летняя Карина скончалась 15 августа 2012 года в Худдинге (лен Стокгольм, Швеция) после продолжительной борьбы с раком.